# Київський магістрат
Київський магістрат — орган міського самоврядування, що утворився унаслідок надання Києву наприкінці XV століття магдебурзького права. Складався з ради і лави, очолювався війтом.